# Virginia Vallejo
Virginia Vallejo García (Cartago, Valle del Cauca, 26 de agosto de 1949) é uma escritora, jornalista, diretora de televisão e rádio, apresentadora, modelo, colunista, socialite e asilada política colombiana nos Estados Unidos da América.
Ela é uma das personalidades mais relevantes da mídia em seu país natal, conhecida por suas entrevistas com presidentes, políticos, celebridades internacionais, músicos, autores e cientistas. Foi editora internacional de telejornais e também apresentadora, quando ganhou duas vezes o prêmio como Melhor Apresentador de Notícias da Televisão da Colômbia. Seus programas para TV Impacto, sua própria empresa, obtiveram as maiores avaliações em rela à concorrência. Foi imagem e modelo da meia-calça Di Lido, com comerciais realizados em Veneza, Rio de Janeiro, San Juan, Bogotá e Cartagena das Índias. Ela foi convidada por governos estrangeiros, como Israel e Taiwan, para cobrir eventos históricos. Virginia foi o único jornalisto colombiano responsável pela transmissão radiofônica do “Casamento do século” do Príncipe e da Princesa de Gales, Charles e Diana, em Londres em 1981, e primeir jornalista a entrevistar Pablo Escobar, em 1983 , quando ele era apenas um político aspirante a congresista. Fez outros diversos tipos de programas de televisão, como shows musicais com os mais famosos cantores e orquestras de sua época. Por sua voz, educação, beleza e elegância, Vallejo tornou-se um ícone da mídia colombiana e, graças à sua história única, uma lenda contemporânea. Ela é agora uma autora de best-sellers, traduzida para vários idiomas.
Em 18 de julho de 2006, a DEA tirou-a da Colômbia num voo especial para salvar a sua vida e cooperar com o Departamento de Justiça em casos de grande repercussão, depois de ela ter sinalizado vários presidentes e políticos colombianos como beneficiários dos cartéis de cocaína fundadores, Medellín e Cáli.
Em 2007, publicou seu primeiro livro, Amando Pablo, odiando Escobar, que levou a Suprema Corte de Colômbia a reabrir os casos Palácio da Justiça em 1985 e do assassinato do candidato presidencial Luis Carlos Galán em 1989. O livro foi traduzido para quinze idiomas e transformado em filme em 2018, com a atriz espanhola Penélope Cruz no papel da jornalista.
Desde 2006, Virginia Vallejo mora em Miami, Flórida. Em 2009, tornou-se colunista de um jornal da oposição de Venezuela e, em 2019, jornalista de televisão do canal internacional RT. Em janeiro de 2024, ela anunciou o próximo lançamento de seu primeira novela de uma trilogia, uma saga inspirada na história recente da Colômbia e em sua vida pessoal.

## Biografia

### Família e juventude
Virginia Vallejo nasceu em Cartago, Valle del Cauca, em 26 de agosto de 1949, na Fazenda Morelia, propriedade de seus avós paternos. Ele pertence a famílias proeminentes que têm ministros, embaixadores e escritores notáveis. Seu pai era um industrial cafeeiro Juan Vallejo Jaramillo, e sua mãe Mary García Rivera, natural de Cartago, onde se casaram em 1948. Devido aos tumultos em Colômbia resultado do Bogotazo, eles permaneceram morando em uma de suas fazendas, perto de Cartago, onde nasceu sua filha primogênita. Em 1950 retornaram a Bogotá, onde nasceram seus três irmãos.
Seu avô paterno foi o advogado Eduardo Vallejo Varela, Ministro da Fazenda em 1936, durante o governo de Miguel Abadía Méndez, e depois Superintendente Bancário de Alfonso López Pumarejo, que lhe ofereceu a embaixada no Japão, que Vallejo recusou. Descendente da família do general e político mexicano Mariano Guadalupe Vallejo, figura-chave na anexação da Alta Califórnia aos Estados Unidos. Seu tio-avô paterno, o escritor Alejandro Vallejo Varela, era grande amigo do líder liberal Jorge Eliécer Gaitán, e estava com ele no dia de seu assassinato, 9 de abril de 1948, que levou ao chamado Bogotazo e A Violência dos anos 1950s na Colômbia. 
Sua avó paterna, Sofía Jaramillo Arango, era descendente do militar espanhol Alonso Jaramillo de Andrade y Céspedes, nobre  da Extremadura cuja linhagem remontava ao imperador Carlos Magno.
Sua mãe, Mary García Rivera de Vallejo, pertencia a famílias prestigiosas do Valle del Cauca, e vários de seus primas eram casados com senadores, como Carlos Holguín Sardi, presidente do Congresso em 1983 e 1984.
Virginia estudou na Escola Anglo-Colombiana, fundada por seu tio-avô paterno, Jaime Jaramillo Arango, Ministro da Educação em 1934 durante a administração de Enrique Olaya Herrera, e primeiro embaixador da Colômbia no Reino Unido durante o governo de Alfonso López Pumarejo. Depois que se formou em 1967, trabalhou como professora de inglês no Centro Colombo Americano, e depois na Presidência do Banco del Comercio. Em 1971, foi diretora de relações públicas da Cervecería Andina, para quem fez seu primeiro anúncio como modelo com a agência de seu parente, Camilo Salgar Jaramillo.

### Carreira na mídia
Iniciou sua carreira na televisão e rádio em 1972, no programa ¡Oiga Colômbia, Revista del Sábado! dirigido por Carlos Lemos Simmonds e Aníbal Fernández de Soto. Poucos meses depois, tornou-se editor internacional do noticiário TV Sucesos- A3, de Alberto Acosta. Em 1975, participou do filme Paco. Em 1976, co-estrelou Colombia Connection, dirigido por Gustavo Nieto Roa.
Em 1978 e 1979, foi apresentadora do Noticiero 24 Horas, e ganhou em ambos anos como Melhor Apresentador das Notícias de Televisão pela Associação de Jornalistas de Entretenimento da Colômbia. Entre 1978 e 1981, trabalhou para a Caracol Radio no programa Cuidado com as mulheres!. Nas décadas de 1970 e 1980, apareceu na capa de dezenas de revistas, com as internacionais Cosmopolitan e Bazaar, em 1984 e 1985, respectivamente.
Em 1981, fundou a programadora TV Impacto. Naquele ano, foi o único jornalista colombiano enviado para cobrir o casamento do Príncipe Charles de Gales e Lady Diana Spencer em Londres, que ela transmitiu pela Caracol Radio. Em 1983 e 1984 apresentou El Show de las Estrellas com Jorge Barón. Em 1983, 1984, 1985 e 1986 foi imagem e modelo de Medias Di Lido.
Em janeiro de 1983, entrevistou Pablo Escobar no lixão de Medellín, para seu programa ¡Al Ataque!, da TV Impacto. O programa colocava o aspirante a deputado em nível nacional. Poucos dias depois, os dois iniciaram um relacionamento amoroso que durou cinco anos, marcado por longas separações em 1984, 1985 e 1986, e que ela terminou definitivamente em setembro 1987. Fê-lo ao saber que Escobar em breve iniciaria uma guerra frontal contra o Estado e o Cartel de Cáli. Para financiá-la, ele usaria Cuba como trampolim para enviar cocaína aos Florida Keys e, para colocar o governo de joelhos, usaria dinamite.
Em 1988, viajou a Alemanha para estudar jornalismo econômico no Institut für Journalismus de Berlim. Ao retornar à Colômbia, trabalhou para a Caracol Televisión na novela Sombra de tu sombra, e no rádio para Todelar. Em 1995, aposentou-se das comunicações para chefiar a operação sul-americana de uma empresa multinível e, em 1997, tornou-se o primeiro colombiano classificação como Diamante'.
Nos Estados Unidos, foi colunista do jornal de oposição Sexto Poder da Venezuela. Em 2019, fez programas especiais para o canal internacional RT en Español, sobre o chamado “sonho americano”, intitulados Sonhos e Pesadelos.

### Exílio e asilo político
Em 18 de julho de 2006, o Departamento de Justiça dos Estados Unidos tirou-a da Colômbia num avião especial da DEA para salvar a sua vida e testemunhar em vários casos de grande repercussão.
Em 2007, Random House publicou seu primeiro livro, Amando Pablo, odiando Escobar, onde descreveu sua relação com o chefe do Cartel de Medellín e a do tráfico de drogas com presidentes como Álvaro Uribe Vélez e outros políticos colombianos, grupos insurgentes e ditadores caribenhos.
Desde 2010 goza de asilo político nos Estados Unidos, graças à sua condição como jornalista, às ameaças contra a sua vida e integridade durante a gestão do presidente Álvaro Uribe Vélez e dos esquadrões paramilitares, ao atentado à sua vida em Miami em 2009, e seus depoimentos nos processos de Tomada do Palácio da Justiça e Assassinato do candidato presidencial Luis Carlos Galán. Também por suas acusações contra Alberto Santofimio Botero e os militares do Palácio da Justiça, e suas acusações contra os ex-presidentes Alfonso López Michelsen, Ernesto Samper Pizano, Álvaro Uribe Vélez e Juan Manuel Santos, a quem responsabilizou pela “falsos positivos” quando era Ministro da Defesa de Uribe Vélez. As declarações e ameaças repousam nas 800 páginas de seu caso de asilo político no Tribunal de Imigração de Miami.

## Vida pessoal
Virginia foi casada duas vezes com homens mais velhos e desde muito jovem decidiu que nunca teria filhos. Em 1969, casou-se com Fernando Borrero Caicedo, da alta sociedade de Cáli]], fundador do escritório de arquitetura Borrero, Zamorano & Giovanelli, viúvo e vinte e cinco anos mais velho que ela. Ela se divorciou dele dois anos depois. Seu segundo casamento foi em 1979 com o diretor argentino de cinema, televisão e teatro David Stivel, chefe do Clã Stivel que incluía os atores mais importantes de sua geração na Argentina. O casamento terminou em 1981.
Entre seus dois casamentos, na década de 1970 teve relacionamentos amorosos muito discretos com os magnatas Julio Mario Santo Domingo, Carlos Haime Baruch, Carlos Ardila Lülle e Luis Carlos Sarmiento, proprietários dos maiores conglomerados da Colômbia.
Após o segundo divórcio em 1981, ficou noiva de Aníbal Turbay Bernal, sobrinho do presidente Julio César Turbay Ayala. Em meados de 1982, ela, o noivo, os filhos dele e um grupo de amigos foram convidados a visitar o zoológico da Hacienda Nápoles, de propriedade do deputado suplente da Câmara dos Deputados, Pablo Escobar. Seis meses depois, o noivado com Turbay Bernal terminou, e ela iniciou um relacionamento amoroso de cinco anos com o traficante de drogas, marcado por longas separações. Durante o ano de 1986, morou em Cartagena das Índias com Rafael Vieira Op den Bosh, ambientalista e diretor do Oceanário das Ilhas Rosário. Após seu retorno a Bogotá, em 1987, ela encerrou definitivamente seu relacionamento com Escobar, antes disso ele começou sua fase como terrorista.
Desde 1984, ela teve um relacionamento de longa data com o aristocrata britânico, Hon. David P. Metcalfe, neto de Lord Curzon, vice-rei da Índia, e afilhado de Eduardo VIII, futuro duque de Windsor. Seu último relacionamento foi com um conde alemão que morreu em 2011 após uma longa doença e que ela sempre descreveu como “o grande amor da sua vida”.

## Obras
- Amando Pablo, Odiando Escobar (2007)